# Ty Harden
Ty Harden (Junction ̠City, 1984. március 6. –) amerikai labdarúgó, jelenleg az amerikai bajnokságban szereplő Toronto FC védője.

## Pályafutása
Harden pályafutása a Washingtoni Egyetem csapatában kezdődött. A Los Angeles Galaxy 2007-ben szerződtette, Harden április 8-án debütált az amerikai bajnokságban. 2008-ban úgy tűnt, végleg búcsúzik a labdarúgástól, és inkább jótékonysággal foglalkozik, ám 2009-ben játékjogát mégis megvásárolta a Colorado Rapids. Nem sokkal később a klub kölcsönadta a Rochester Rhinosnak.
2010. február 10-én a Toronto FC játékosa lett.